# Alia Shawkat
Alia Martine Shawkat, född 18 april 1989 i Riverside i Kalifornien, är en amerikansk skådespelare och producent. Hennes mest kända roll är som Maeby Fünke i TV-serien Arrested Development.

## Biografi
Alia Shawkat föddes i Riverside och växte upp tillsammans med sina föräldrar Tony Shawkat och Dina Burke och sina två bröder. Shawkat började som skådespelare i 11-årsåldern och hade en roll i State of Grace som sändes på ABC. Hon blev erbjuden många jobb efter att ha synts i en Calvin Klein-katalog vilket omedelbart lockade agenter och reklambranschen att höra av sig.

## Filmografi i urval
- 1999 – På heder och samvete (TV-serie) (ett avsnitt)
- 1999 – Three Kings
- 2001–2002 – State of Grace (TV-serie)
- 2003–2018 – Arrested Development (TV-serie) (huvudroll)
- 2003 – Boomtown (TV-serie) (ett avsnitt)
- 2005 – Rebound
- 2006 – Deck the Halls
- 2006 – Veronica Mars (TV-serie) (ett avsnitt)
- 2008 – Bart Got a Room
- 2008 – Prom Wars
- 2009 – Amreeka
- 2009 – Whip It
- 2010 – The Runaways
- 2011 – Kickoffen
- 2012 – Ruby Sparks
- 2012 – Livet på Orange Drive
- 2013 – The To Do List
- 2015 – Broad City (TV-serie) (ett avsnitt)
- 2024 – Blink Twice